# Masao Kiba
Masao Kiba (木場 昌雄 Kiba Masao?), född 6 september 1974 i Hyōgo prefektur, är en japansk före detta fotbollsspelare.
Kiba började sin karriär 1993 i Gamba Osaka. Han spelade 223 ligamatcher för klubben. 2005 flyttade han till Avispa Fukuoka.